# Mozzecane
Mozzecane es una localidad y comune italiana de 6.700 habitantes, ubicada en la provincia de Verona (una de las siete provincias de la región de Véneto). Al 31 de diciembre de 2004, tenía una población de 5.611 y un área de 24,7 kilómetros cuadrados (9,5 millas cuadradas). 
El municipio de Mozzecane contiene los frazioni (subdivisiones y aldeas) Grezzano, Quistello, San Zeno y Tormine.
Mozzecane limita con los siguientes municipios: Nogarole Rocca, Povegliano Veronese, Roverbella, Valeggio sul Mincio y Villafranca di Verona.

## Demografía
| Gráfica de evolución demográfica de Mozzecane entre 1861 y 2001 |
|                                                                 |
| fuente ISTAT - elaboración gráfica a cargo de Wikipedia         |